# Monte Brento
Der Monte Brento ist ein 1545 m s.l.m. hoher Berg in den Gardaseebergen in der Provinz Trient. Er liegt zwischen den Orten Dro (123 m s.l.m.) und Pietramurata (254 m s.l.m.) im Sarcatal sowie dem Ort Favrio (627 m s.l.m.) am Eingang des Val Lomasona. Die bis zu 1300 m hohe, senkrechte Ostflanke des Berges liegt im 254 ha großen gleichnamigen NATURA 2000-Schutzgebiet „Monte Brento“. Der Monte Brento ist ein bekannter Kletterberg und einer der berühmtesten Base-Jumping-Orte der Welt, an dem bereits mehrere Basejumper tödlich verunglückt sind.

## Geographie und Geologie
Der Monte Brento bildet mit dem Monte Casale einen langgezogenen Bergrücken, der das untere Tal der Sarca vom Val Lomasona in den Äußeren Judikarien trennt.
Wie der Monte Casale weist der Monte Brento sehr unterschiedliche geomorphologische Verhältnisse auf. Der relativ flach in den Lomaso abfallenden Westseite steht eine senkrechte zum Sarcatal abstürzende Ostwand gegenüber. Die zwischen 600 m und 1300 m teilweise überhängende hohe Felswand ist Ergebnis eines gewaltigen Bergsturzes, der mit zur Bildung der Schutt- und Blockhalden der Marocche di Dro führte. Der sogenannte Kas-Bergsturz vom Monte Brento ereignete sich frühestens 400 bis 200 v. Chr. Anhand der Oberflächenexpositionsdatierung war es in den 2010er Jahren möglich, das Alter genauer zu bestimmen. Für den Kas-Bergsturz ergab sich ein Alter von 1080 ±160 Jahren. Er ist damit der jüngste Bergsturz der Marocche und besitzt ein Volumen von etwa 300 Millionen m³. Als Auslöser wird ein starkes Erdbeben im 11. oder 12. Jahrhundert angenommen, wie das Erdbeben von 1046 im etwa elf Kilometer entfernten Etschtal.
Die Ostwand des Monte Brento wird von Süd nach Nord in die vier Bereiche Grande Placconata (1300 m hoch), Pilastro Magro (600 m hoch), Stabiombi Centrali (1200 m hoch) und Ostwand (900 m hoch) unterteilt.

## Flora und Fauna
Die mit Rotbuchen und Tannen bewaldete Westseite steht eine felsige Ostseite gegenüber, die von ökologischer Bedeutung und als Naturschutzgebiet ausgewiesen ist. Die Kalkfelsen sind durch Felsspaltenvegetation gekennzeichnet, die Pioniervegetation Risse und Spalten kolonisiert hat. Auf Felsbändern haben sich Steineichen und Europäische Hopfenbuchen angesiedelt. Auf den am Wandfuß liegenden Geröll- und Schutthalden finden sich thermophile Arten, während dort vorzufindende kleinerer Trockenwiesen durch ihre Artenvielfalt bestechen. Der daran anschließende Schwarzkieferwald ist das Ergebnis von Aufforstungen in der zweiten Hälfte des 20. Jahrhunderts. Der flachere Gipfelbereich ist mit Rotbuchenwäldern bedeckt, die aufgrund des schwer zugänglichen Geländes so gut wie nicht fortschwirtschaftlich genutzt werden.
Was die Fauna betrifft, ist an der Westseite unter anderem der Braunbär anzutreffen. Die steilen Felswände der Ostflanke bilden vor allem das Habitat von Raubvögeln wie Steinadler, Wanderfalke, Turmfalke und Schwarzmilan, die zum Teil hier auch brüten. Daneben sind am Monte Brento unter anderem die Mauereidechse, die Östliche Smaragdeidechse, die Gelbgrüne Zornnatter, die Äskulapnatter, aber auch Fuchs und Eichhörnchen.
Die Ostflanke ist seit 1995 Naturschutzgebiet. Als solches ist es vor allem durch Sport- und Freizeitaktivitäten bedroht, die am Monte Brento zum Teil intensiv betrieben werden. Das NATURA-2000-Schutzgebiet weist ähnliche Lebensräume wie das östlich angrenzende und vom Fluss Sarca getrennten Schutzgebiet Marocche di Dro auf, weshalb hier ähnliche Pflanzen und Tiere vorzufinden sind. Auf die Einrichtung eines Korridors, über den kleinere Säugetiere, Reptilien und Amphibien zwischen den beiden Schutzgebieten wandern können, wird von der Parkverwaltung des Parco Fluviale della Sarca hingearbeitet.

## Alpinismus
Der Monte Brento ist an seiner Westseite durch mehrere Wanderwege erschlossen. Von San Giovanni al Monte (1026 m s.l.m.) im Gemeindegebiet von Arco führen die SAT-Wanderwege 408 und 408B in etwa 1½ Stunden zum Gipfel. Über die Westflanke führt der Fernwanderweg Garda-Brenta, der den Gipfel allerdings nicht berührt.

### Klettern
Die bis zu 1300 m hohen Ostwände des Monte Brento gehören zu den eindrucksvollsten Felswänden der Alpen. Die niedrige Gipfelhöhe darf über die Ernsthaftigkeit der Kletterrouten nicht hinwegtäuschen. Objektive Gefahren sind neben der reinen Länge der Routen der mögliche Steinschlag sowie die schlechten Rückzugsmöglichkeiten aus dem oberen Wandbereich. Im zentralen, überhängenden Wandteil ist ein Rückzug fast nicht möglich.
Im linken Wandteil verläuft in moderaten Schwierigkeiten (maximal VI) der Klassiker Via del Boomerang von 1979. Die Route ist ca. 1000 m lang und eine der bekanntesten langen Routen im Sarcatal. Das Gestein ist meist fest, außer in den schwer zu findenden, brüchigen Ausstiegslängen. Die Route verlangt einen sicheren Vorsteiger angesichts der teilweise schwierigen Wegfindung sowie den häufig weiten Abständen zwischen den Sicherungspunkten. Bei anhaltenden Schwierigkeiten, langem Zu- und Abstieg muss sich auch eine flotte Seilschaft sputen, um am Abend zurück im Tal zu sein.
Im zentralen Wandteil verläuft die Bigwall-Route Il Grande Incubo (ital. Der Große Albtraum). Für die 1200 m lange Route mit schweren technischen Passagen und schweren Freikletterstellen (VII, A3, 35 Seillängen) sind zwei Biwaks einzuplanen, eines davon in der überhängenden Gipfelwand. Obwohl die Route im Arco-Kletterführer als sehr schön und lohnend eingestuft ist, charakterisiert sie Fitz Miller folgendermaßen: „die Wand hängt im oberen Teil gewaltig über, der Fels ist über weite Strecken mies, die Haken sind schlecht“.
Die spektakulärste Route gelang David Lama und Jorg Verhoeven mit der freien Begehung von Brento Centro im Jahre 2010, die sich durch die Riesendächer des bis zu 200 m überhängenden zentralen Wandteils schlängelt. Die Route ist 1100 m lang, hat 28 Seillängen, davon sechs im 10. Grad und zehn im 9. Grad. Die Route führt über riesige Überhänge, ist extrem ausgesetzt und hat viele Passagen in brüchigem Fels. Nach der Erstbegehung der Route im Bigwall-Stil im Jahr 2009 in drei Tagen folgte Anfang Mai 2010 eine Woche Vorbereitung mit „ausbouldern“ der schwierigsten Stellen. Die freie Begehung gelang dann am 25. Mai 2010 an einem Tag.

### Base-jumping
Der Monte Brento ist mit seinen 1200 m Höhenunterschied ein beliebtes Ziel für Basejumper und Sprungschulen aus aller Welt. Jährlich werden hier ca. 15.000 Sprünge absolviert, das macht den Monte Brento zum beliebtesten Absprungplatz der Welt. Der bekannteste Absprungort heißt Becco dell Aquila (ital. Adlerschnabel). Die Felsplattform am Absprungort ist 15 × 5 Meter groß und leicht zum Sarcatal hin geneigt. Vom vielen Betreten durch Basejumper ist sie inzwischen poliert und rutschig. Die 400 m freier Fall dauern ca. 10 Sekunden. Der Landepunkt befindet sich bei einem Parkplatz an der Staatsstraße SS 45 bis Gardesana Occidentale. Wetterstationen und Windsäcke an Absprungort und Landeplatz sind vorhanden.
Am Monte Brento haben sich seit den ersten Sprüngen Ende der 1990er Jahre bereits zahlreiche tödliche Unfälle ereignet. Nachdem bis 2013 zwölf Basejumper tödlich verunglückt waren, starben bis 2015 weitere fünf Basejumper, worauf laut über Begrenzungen und Sperrungen nachgedacht wurde. Auch in den folgenden Jahren kam es immer wieder zu tödlichen Unfällen. Im April 2019 verzeichneten die Rettungskräfte den 25. Todesfall am Monte Brento.